# Карруби, Мехди
Ходжат-оль-ислам Мехди Карруби (перс. مهدی کروبی‎; род. в 1937 в Алигударзе) — иранский государственный деятель, председатель Исламской консультативной ассамблеи в 1989—1992 и в 2000—2004.

## Биография
По этнической принадлежности — лур. Принимал участие в парламентских выборах в 2004 году, но не прошёл во второй тур. В 2005 году выставил свою кандидатуру на пост президента. До председательства в Меджлисе являлся членом Совета экспертов и личным советником Высшего руководителя.
На президентских выборах в 2005 года Карруби выступил от партии реформистов в команде с Рафсанджани. Он проиграл выборы Махмуд Ахмадинежаду, но на следующий после голосования день обвинил его и сына Али Хаменеи Моджтабу в махинациях с подсчётом голосов, а также давлении на избирательные органы. Аятолла направил Карруби открытое письмо, где указал на безосновательность обвинений и пригрозил, что не допустит политического кризиса в Иране. 19 июня 2005 года Карруби добровольно сложил с себя полномочия члена Совета экспертов и советника Хаменеи. В ночь на 20 июня он был помещён под домашний арест. Мехди Карруби был поддержан известным критиком Ахмадинежада — Али Рафсанджани.